# Enoplus macrophthalmus
Enoplus macrophthalmus is een rondwormensoort uit de familie van de Enoplidae. De wetenschappelijke naam van de soort is voor het eerst geldig gepubliceerd in 1863 door Eberth.